# Марквард Шварц
Марквард Шварц (англ. Marquard Schwarz, 30 липня 1887 — 17 лютого 1968) — американський плавець.
Призер Олімпійських Ігор 1904 року.